# Phasca trifasciata
Phasca trifasciata är en tvåvingeart som beskrevs av Hardy 1986. Phasca trifasciata ingår i släktet Phasca och familjen borrflugor. Inga underarter finns listade i Catalogue of Life.